# Reichsstraße 120
Die Reichsstraße 120 (R 120) war bis 1945 eine Staatsstraße des Deutschen Reichs, die vollständig in der Provinz Schlesien lag. Die Straße nahm ihren Anfang an der damaligen Reichsstraße 5 in Karczów (Schönwitz) bei Opole (Oppeln), verlief auf der Trasse der heutigen Droga krajowa 46 über Niemodlin (Falkenberg) und mündete in Pakosławice (Bösdorf) 12 Kilometer nördlich von Nysa (Neisse) in die damalige Reichsstraße 148.
Ihre Gesamtlänge betrug rund 35 Kilometer.